# Хаузер, Сэм
Сэмюэл «Сэм» Ха́узер (англ. Samuel «Sam» Houser; род. 3 ноября 1971, Лондон, Англия, Великобритания) — британский исполнительный продюсер компьютерных игр, со-основатель и президент компании Rockstar Games. Известен по серии игр Grand Theft Auto.

## Биография

### Ранняя жизнь
Родился в Лондоне в 1971 году в семье солиситора Уолтера Хаузера и актрисы Джеральдины Моффат. У Сэма есть младший брат Дэн Хаузер. Сэм с раннего детства черпал вдохновение в криминальных фильмах, поскольку именно в фильмах данного киножанра снималась его мать. Фильм «Побег» стал главным источником вдохновения для Сэма; будучи ребёнком, он хотел стать «грабителем банков». Аркадные игры, такие как Elite и Mr. Do! были любимыми играми Сэма в детстве. По словам Сэма, Elite была игрой о «космических грабителях», позволившая ему с раннего возраста исследовать свою сторону «плохого парня».

### Карьера
В 1990 году Хаузер начал работать в отделе корреспонденции компании Bertelsmann Music Group (BMG). В 1994 году Хаузер был назначен в новое подразделение интерактивных развлечений компании. К 1996 году Хаузер стал руководителем отдела разработки BMG Interactive.
Сэм стал видеопродюсером BMG Interactive после того, как они с отцом пообедали с исполнительным продюсером музыкального лейбла, который заявил, что у Сэма есть хорошие идеи. После того, как BMG стала партнёром небольшого стартапа по производству CD-ROM, Сэм, стремясь плотнее работать над разработкой видеоигр, перешёл в подразделение BMG Interactive Publishing.
Помимо работы в качестве исполнительного продюсера, Сэм также является автором нескольких игр Grand Theft Auto вместе со своим братом Дэном. По словам Сэма, в его обязанности при работе над Grand Theft Auto III входила «воинственная забота о том, чтобы игра выглядела, звучала, рассказывала историю и создавала атмосферу, которая бы работала». Он описал три игры Grand Theft Auto шестого поколения игровых приставок как единое целое, которое заключается в том, что данные игры образуют «трилогию, [показывающую] наш искажённый взгляд на Восточное побережье в начале тысячелетия (Grand Theft Auto III), за которым следует наше переосмысление Майами 80-х (Vice City) и, наконец, наш взгляд на Калифорнию начала 90-х (San Andreas)».
Несмотря на свой культовый статус, Сэм и его брат Дэн уклонялись от статуса знаменитостей. Вместо этого они сосредоточили внимание СМИ на бренде Rockstar Games. В апреле 2009 года Дэн и Сэм Хаузеры вошли в список 100 наиболее влиятельных людей по версии журнала Time.
В 2015 году вышел фильм «Переломный момент» о юридической вражде между Rockstar Games и адвокатом Джеком Томпсоном, Сэма сыграл Дэниел Рэдклифф.

### Личная жизнь
С 2003 года Хаузер женат на актрисе Анучке Бенсон (англ. Anouchka Benson); у пары двое детей. Хаузер получил американское гражданство в 2007 году. В настоящее время проживает в Бруклине, Нью-Йорк.

## Игры

### Исполнительный продюсер
- 1997 — Grand Theft Auto
- 1998 — Body Harvest
- 1998 — Space Station Silicon Valley
- 1999 — Grand Theft Auto: London 1969
- 1999 — Grand Theft Auto 2
- 2001 — Grand Theft Auto III
- 2001 — Max Payne
- 2002 — Grand Theft Auto: Vice City
- 2003 — Max Payne 2: The Fall of Max Payne
- 2004 — Manhunt
- 2004 — Grand Theft Auto: San Andreas
- 2004 — Red Dead Revolver
- 2005 — The Warriors
- 2005 — Grand Theft Auto: Liberty City Stories
- 2006 — Grand Theft Auto: Vice City Stories
- 2006 — Bully
- 2007 — Manhunt 2
- 2008 — Grand Theft Auto IV
- 2009 — Grand Theft Auto IV: The Lost and Damned
- 2009 — Grand Theft Auto: The Ballad of Gay Tony
- 2010 — Red Dead Redemption
- 2011 — L.A. Noire
- 2012 — Max Payne 3
- 2013 — Grand Theft Auto V
- 2018 — Red Dead Redemption 2
- 2019 — Red Dead Online
- 2021 — Grand Theft Auto: The Trilogy — The Definitive Edition
- 2026 — Grand Theft Auto VI[21]
- TBA — Max Payne Remake

### Озвучивание
- 2001 — Grand Theft Auto 3 — продавец оружия
- 2004 — Grand Theft Auto: San Andreas — гангстер (нет в титрах)
- 2008 — Grand Theft Auto IV — пешеход (нет в титрах)